# عباسه و جعفر برمکی
عباسه و جعفر برمکی فیلمی به کارگردانی امیر شروان محصول سال ۱۳۵۱ است.

## داستان
بهزاد پارسی (ایلوش) به بغداد می‌رود و پس از ملاقات با قباد (سیدعلی میری) تصمیم می‌گیرند...

## بازیگران
- ایلوش
- وجستا
- علی میری
- جمشید مهرداد
- ژاله علو
- رضا رخشانی
- حبیب‌اله بلور
- فریدون ساعت‌ساز
- افشین
- علی اکبر مهدوی فر
- شهناز
- حسین محسنی
- مهران صدری
- ابوالفضل میرزایی
- عباس معطر
- چنگیز
- کامبیز
- علی کیوان